# قلعه سر بند یاساکا
قلعه سر بند یاساکا مربوط به قرن۲و۳ ه.ق تا دوره صفوی است و در شهرستان شمیرانات، بخش لواسانات، روستای افجه واقع شده و این اثر در تاریخ ۱ مهر ۱۳۸۲ با شمارهٔ ثبت ۱۰۳۷۲ به‌عنوان یکی از آثار ملی ایران به ثبت رسیده‌است.